# Maia Joseph
Pour les articles homonymes, voir Joseph.
Pas d'image ? Cliquez ici

a Compétitions nationales et continentales officielles uniquement.

b Matchs officiels uniquement.
Dernière mise à jour le 16 avril 2025.
Maia Joseph, née le 20 mai 2002 à Wellington (Nouvelle-Zélande), est une joueuse internationale néo-zélandaise de rugby à XV évoluant au poste de demi de mêlée, mais elle peut également couvrir le poste de demi d'ouverture. Elle représente la province d'Otago en Farah Palmer Cup et joue avec la franchise de Matatū en Super Rugby Aupiki.
Son père, Jamie Joseph, est un joueur puis entraîneur de rugby à XV.

## Biographie
Née à Wellington, Maia Joseph grandit à Dunedin. Elle commence le rugby à XV en catégorie des moins de cinq ans, au club de Pōneke. Son père Jamie Joseph dit d'elle qu'elle a toujours rêvé d'être une Black Fern. Sur l'influence de son père, elle explique qu'elle est plus mentale que technique : il a pu la conseiller sur la gestion psychologique d'événements négatifs, comme la blessure ou la non sélection.
Elle fait ses débuts en Farah Palmer Cup (FPC) en 2020 avec la province d'Otago. En 2021, elle subit avec son équipe une relégation en Championship (deuxième division).
En 2022, elle joue à l'ouverture pour dépanner son équipe. Elle est élue meilleure joueuse de la FPC malgré une blessure au genou qui lui fait rater la fin de la compétition, notamment la finale perdue face à Hawke's Bay. Sa blessure aux ligaments croisés lui fait aussi rater le Super Rugby Aupiki 2023. Elle est toutefois rétablie pour la FPC 2023.
En 2024, elle est recrutée par Matatū avec qui elle joue le Super Rugby Aupiki. Au mois d'avril, elle est l'une des cinq joueuses non capées à être mises sous contrat par la fédération néo-zélandaise. Elle devient internationale le 11 mai à Hamilton, contre les États-Unis (victoire 57 à 5). Elle est également sélectionnée pour le WXV.
Elle est étudiante en médecine à l'université d'Otago mais interrompt son cursus pour se consacrer à l'équipe nationale.

## Palmarès

### En franchise
- Finaliste du Super Rugby Aupiki en 2025.

### En équipe nationale
- Vainqueur de la Pacific Four Series en 2025.

### Distinctions personnelles
- Élue joueuse de l'année de la Farah Palmer Cup en 2022.